# Hyacinthe Boucher de Morlaincourt
Pour les articles homonymes, voir Boucher.
Hyacinthe Boucher de Morlaincourt, né le 12 mars 1756 à Bar-le-Duc (Meuse), mort le 12 mars 1831 à Bar-le-Duc (Meuse), est un militaire français de la Révolution et de l’Empire.

## États de service
Il entre en service le 1er janvier 1774, comme lieutenant en second à l’école du génie de Mézières, en sort le 1er janvier 1776, avec le grade d’ingénieur ordinaire (lieutenant en premier), et devient capitaine le 10 mars 1788. De 1777 à 1793, il sert successivement dans les places de Metz, Verdun, Montmédy, et au dépôt des fortifications de Paris en qualité de second adjoint au directeur de cet établissement. De juillet 1794 au 23 octobre 1794, il est employé à l’école de Mars, puis il retourne au dépôt des fortifications de Paris, où il occupe les mêmes fonctions que précédemment. 
Il est nommé chef de bataillon sous-directeur le 23 mars 1795, et premier adjoint à la même date. Le 16 août 1800, il devient directeur de cet établissement, et en octobre, il est envoyé à l’armée de réserve, devenue l’armée des Grisons, où il sert sous les ordres du général Léry, commandant en chef le génie de cette armée. 
De retour dans l’intérieur, il reçoit son brevet de colonel le 24 février 1804, celui de chevalier de la Légion d’honneur le 25 mars 1804, et celui d’officier de l’ordre le 14 juin 1804. Après la campagne de l’an XIII à l’armée des côtes de l’Océan et au camp de Boulogne, il vient reprendre la direction des fortifications, qu’il conserve jusqu’en 1813. En 1814, il est appelé à la défense de Luxembourg, et il revient dans la capitale après la signature du traité de Paris. Envoyé à la direction du génie de Verdun, il s’y trouve encore au retour de Napoléon de l’île d'Elbe. Il est mis à la retraite le 18 octobre 1815, avec le grade de maréchal de camp.
Il est Chevalier de Saint-Lazare et chevalier de Saint-Louis
Il meurt le 12 mars 1831, dans sa maison de la Gabbe à Bar-le-Duc.